# Bibliothèque municipale d'Helsinki
La Bibliothèque municipale d'Helsinki (finnois : Helsingin kaupunginkirjasto), jusqu'en 1910 bibliothèque populaire d’Helsinki (finnois : Helsingin kansankirjasto), est un réseau de bibliothèques publiques de la ville d'Helsinki en Finlande.

## Points d'accueil
En 2018, la bibliothèque municipale d'Helsinki est un réseau de 37 bibliothèques fixes et deux mobiles :
| Nom                                   | Adresse                                | Coordonnées                  | Image | Réf.   |
| ------------------------------------- | -------------------------------------- | ---------------------------- | ----- | ------ |
| Bibliothèque d'Arabianranta           | Hämeentie 135 A, 00560 Helsinki        | 60° 12′ 32″ N, 24° 58′ 36″ E |       | [ 2 ]  |
| Bibliothèque d'Etelä-Haaga            | Isonnevantie 16 B, 00320 Helsinki      | 60° 12′ 50″ N, 24° 53′ 30″ E |       | [ 3 ]  |
| Bibliothèque d'Herttoniemi (fi)       | Linnanrakentajantie 2, 00880 Helsinki  | 60° 11′ 43″ N, 25° 02′ 01″ E |       | [ 4 ]  |
| Bibliothèque d'Itäkeskus              | Turunlinnantie 1, 00900 Helsinki       | 60° 12′ 43″ N, 25° 04′ 48″ E |       | [ 5 ]  |
| Bibliothèque de Jakomäki              | Jakomäenpolku 3, 00770 Helsinki        | 60° 15′ 38″ N, 25° 04′ 35″ E |       | [ 6 ]  |
| Bibliothèque de Jätkäsaari            | Tyynenmerenkatu 1, 00220 Helsinki      | 60° 09′ 36″ N, 24° 55′ 15″ E |       | [ 7 ]  |
| Bibliothèque de Kallio                | Viides linja 11, 00530 Helsinki        | 60° 11′ 01″ N, 24° 57′ 13″ E |       | [ 8 ]  |
| Bibliothèque de Kannelmäki            | Klaneettitie 5, 00420 Helsinki         | 60° 14′ 20″ N, 24° 52′ 34″ E |       | [ 9 ]  |
| Bibliothèque Oodi                     | Töölönlahdenkatu 4, 00100 Helsinki     | 60° 10′ 25″ N, 24° 56′ 17″ E |       | [ 10 ] |
| Bibliothèque de Kontula               | Ostostie 4, 00940 Helsinki             | 60° 14′ 16″ N, 25° 05′ 07″ E |       | [ 11 ] |
| Bibliothèque de Käpylä                | Väinölänkatu 5, 00610 Helsinki         | 60° 12′ 39″ N, 24° 56′ 50″ E |       | [ 12 ] |
| Bibliothèque de Laajasalo             | Yliskylän puistokatu 4, 00840 Helsinki | 60° 10′ 45″ N, 25° 03′ 06″ E |       | [ 13 ] |
| Bibliothèques mobiles Skidi ja Stoori | Rautatieläisenkatu 8, 00520 Helsinki   |                              |       | ,      |
| Bibliothèque de Lauttasaari           | Pajalahdentie 10a, 00200 Helsinki      | 60° 09′ 31″ N, 24° 53′ 00″ E |       | [ 17 ] |
| Bibliothèque de Malmi                 | Ala-Malmin tori 1, 00700 Helsinki      | 60° 15′ 01″ N, 25° 00′ 53″ E |       | [ 18 ] |
| Bibliothèque de Malminkartano         | Puustellintie 6, 00410 Helsinki        | 60° 14′ 47″ N, 24° 51′ 37″ E |       | [ 19 ] |
| Bibliothèque de Maunula               | Metsäpurontie 4, 00630 Helsinki        | 60° 13′ 53″ N, 24° 56′ 00″ E |       | [ 20 ] |
| Bibliothèque de Munkkiniemi           | Riihitie 22, 00330 Helsinki            | 60° 11′ 49″ N, 24° 52′ 33″ E |       | [ 21 ] |
| Médiathèque de Myllypuro              | Kiviparintie 2, 00920 Helsinki         | 60° 13′ 27″ N, 25° 04′ 24″ E |       | [ 22 ] |
| Bibliothèque d'Oulunkylä              | Kylänvanhimmantie 27, 00640 Helsinki   | 60° 13′ 41″ N, 24° 57′ 46″ E |       | [ 23 ] |
| Bibliothèque de Paloheinä             | Paloheinäntie 22, 00670 Helsinki       | 60° 14′ 57″ N, 24° 56′ 29″ E |       | [ 24 ] |
| Bibliothèque de Pasila                | Kellosilta 9, 00520 Helsinki           | 60° 12′ 03″ N, 24° 56′ 09″ E |       | [ 25 ] |
| Bibliothèque de Pikku Huopalahti      | Tilkankatu 19, 00300 Helsinki          | 60° 12′ 07″ N, 24° 53′ 43″ E |       | [ 26 ] |
| Bibliothèque de Pitäjänmäki           | Jousipolku 1, 00370 Helsinki           | 60° 13′ 34″ N, 24° 51′ 38″ E |       | [ 27 ] |
| Bibliothèque de Pohjois-Haaga         | Kaupintie 4, 00440 Helsinki            | 60° 13′ 57″ N, 24° 53′ 15″ E |       | [ 28 ] |
| Bibliothèque de Puistola              | Nurkkatie 2, 00760 Helsinki            | 60° 16′ 16″ N, 25° 03′ 32″ E |       | [ 29 ] |
| Bibliothèque de Pukinmäki             | Kenttäkuja 12, 00720 Helsinki          | 60° 15′ 00″ N, 24° 59′ 28″ E |       | [ 30 ] |
| Bibliothèque de Rikhardinkatu         | Rikhardinkatu 3, 00130 Helsinki        | 60° 09′ 58″ N, 24° 56′ 47″ E |       | [ 31 ] |
| Bibliothèque de Roihuvuori            | Roihuvuorentie 2, 00820 Helsinki       | 60° 11′ 41″ N, 25° 03′ 10″ E |       | [ 32 ] |
| Bibliothèque de Sakarinmäki (fi)      | Knutersintie 924, 00890 Helsinki       | 60° 15′ 42″ N, 25° 12′ 41″ E |       | [ 33 ] |
| Bibliothèque de Suomenlinna           | Suomenlinna C 31, 00190 Helsinki       | 60° 08′ 48″ N, 24° 59′ 12″ E |       | [ 34 ] |
| Bibliothèque de Suutarila             | Seulastentie 11, 00740 Helsinki        | 60° 16′ 32″ N, 24° 59′ 51″ E |       | [ 35 ] |
| Bibliothèque de Tapanila              | Hiidenkiventie 21, 00730 Helsinki      | 60° 15′ 56″ N, 25° 01′ 08″ E |       | [ 36 ] |
| Bibliothèque de Tapulikaupunki        | Ajurinaukio 5, 00750 Helsinki          | 60° 16′ 28″ N, 25° 02′ 02″ E |       | [ 37 ] |
| Bibliothèque de Töölö                 | Topeliuksenkatu 6, 00250 Helsinki      | 60° 11′ 00″ N, 24° 55′ 03″ E |       | [ 38 ] |
| Bibliothèque de Vallila               | Päijänteentie 5, 00550 Helsinki        | 60° 11′ 32″ N, 24° 57′ 45″ E |       | [ 39 ] |
| Bibliothèque municipale de Viikki     | Viikinkaari 11 B, 00790 Helsinki       | 60° 13′ 40″ N, 25° 00′ 46″ E |       | [ 40 ] |
| Bibliothèque de Vuosaari              | Mosaiikkitori 2, 00980 Helsinki        | 60° 12′ 31″ N, 25° 08′ 36″ E |       | [ 41 ] |

## Collections
Les collections sont réparties comme suit :
| Type                           | Unités    | %        |
| ------------------------------ | --------- | -------- |
| Livres                         | 1 551 218 | 83,40 %  |
| Partitions                     | 26 993    | 1,45 %   |
| Autres que livres              | 281 726   | 15,15 %  |
| Enregistrements musicaux       | 174 484   | 9,38 %   |
| Autres enregistrements sonores | 33 637    | 1,81 %   |
| Vidéos                         | 1 974     | 0,11 %   |
| CD-ROM                         | 2 506     | 0,13 %   |
| DVD et Blu-ray                 | 49 578    | 2,67 %   |
| Autres                         | 19 547    | 1,05 %   |
| Total                          | 1 859 937 | 100,00 % |

## Groupement Helmet de bibliothèques
La bibliothèque municipale d'Helsinki fait partie du réseau de bibliothèques Helmet, qui est un groupement des bibliothèques municipales d'Espoo, d'Helsinki, de Kauniainen et de Vantaa ayant une liste de collections commune et des règles d'utilisation communes.